# Římskokatolická církev na Filipínách
Katolická církev na Filipínách je součástí všeobecné církve na území Filipín, pod vedením papeže a místních biskupů sdružených do Filipínské katolické biskupské konference (CBCP). Papež je na Filipínách zastupován apoštolským nunciem pro Filipíny. Na Filipínách žije asi 69 miliónů pokřtěných katolíků, asi 80 % populace. Po Mexiku a Brazílii jsou Filipíny třetí zemí s největším počtem katolíků na světě.

## Administrativní členění katolické církve na Filipínách

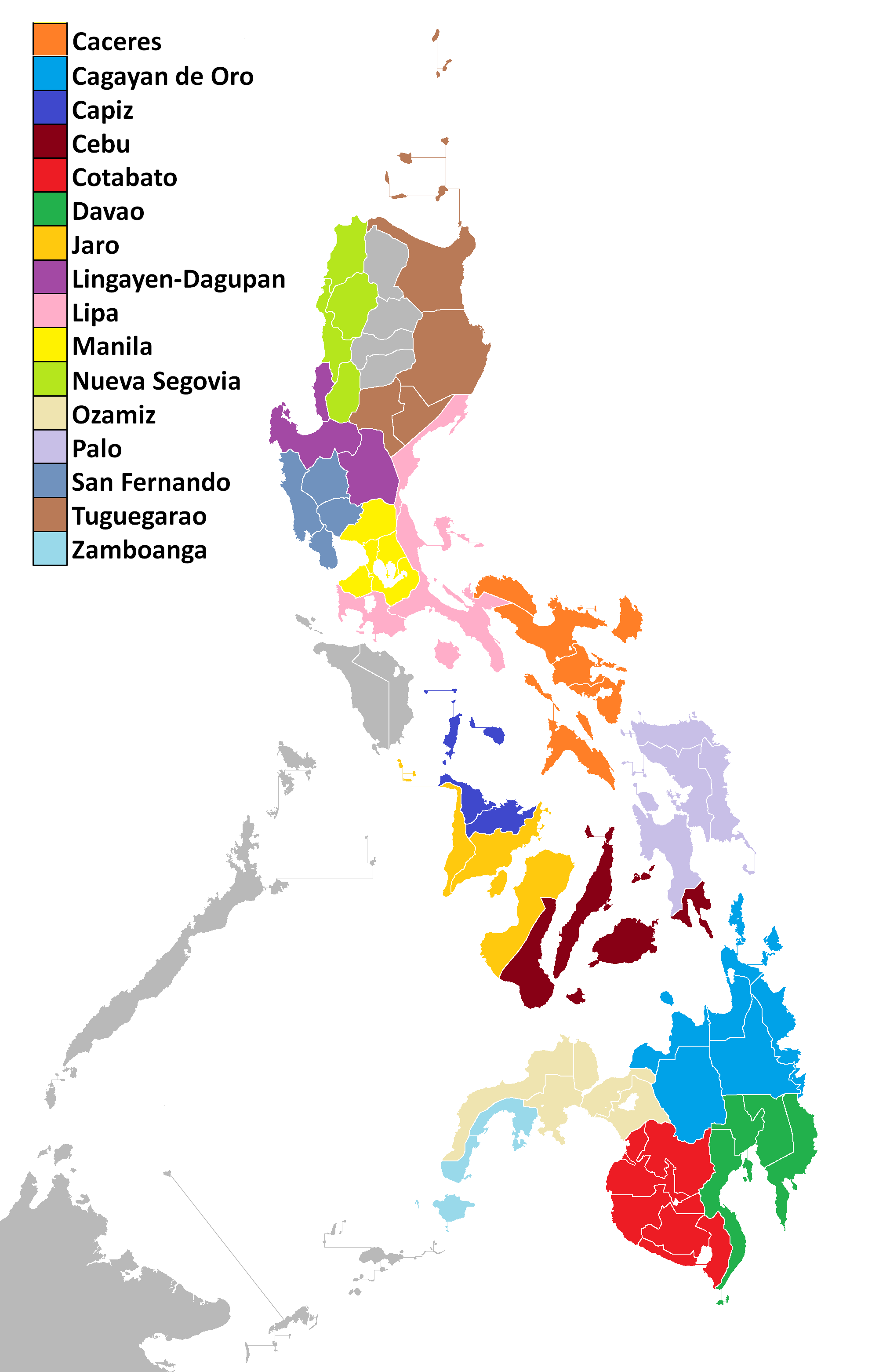
Filipínské církevní provincie

Katolická církev na Filipínách má 72 diecézí, které jsou seskupeny do 16 církevních provincií. K nim se řadí sedm apoštolských vikariátů a vojenský ordinariát.

### Církevní provincie a diecéze
- Arcidiecéze Cáceres (Camarines Sur)
  - Diecéze Daet
  - Diecéze Legazpi
  - Diecéze Libmanan
  - Diecéze Masbate
  - Diecéze Sorsogon
  - Diecéze Virac
- Arcidiecéze Cagayan de Oro (Misamis Oriental)
  - Diecéze Butuan
  - Diecéze Malaybalay
  - Diecéze Surigao
  - Diecéze Tandag
- Arcidiecéze Capiz (Capiz)
  - Diecéze Kalibo
  - Diecéze Romblon
- Arcidiecéze Cebu (Cebu)
  - Diecéze Dumaguete
  - Diecéze Maasin
  - Diecéze Tagbilaran
  - Diecéze Talibon
- Arcidiecéze Cotabato (Maguindanao)
  - Diecéze Kidapawan
  - Diecéze Marbel
- Arcidiecéze Davao (Davao del Sur)
  - Diecéze Digos
  - Diecéze Mati
  - Diecéze Tagum
- Arcidiecéze Jaro (Iloilo)
  - Diecéze Bacolod
  - Diecéze Kabankalan
  - Diecéze San Carlos
  - Diecéze San Jose de Antique
- Arcidiecéze Lingayen-Dagupan (Pangasinan)
  - Diecéze Alaminos
  - Diecéze Cabanatuan
  - Diecéze San Fernando de La Union
  - Diecéze San Jose in Nueva Ecija
  - Diecéze Urdaneta
- Arcidiecéze Lipa (Batangas)
  - Diecéze Boac
  - Diecéze Gumaca
  - Diecéze Lucena
  - Územní prelatura Infanta
- Arcidiecéze Manila
  - Diecéze Antipolo
  - Diecéze Cubao
  - Diecéze Imus
  - Diecéze Kalookan
  - Diecéze Malolos
  - Diecéze Novaliches
  - Diecéze Paranaque
  - Diecéze Pasig
  - Diecéze San Pablo
- Arcidiecéze Nueva Segovia (Ilocos Sur)
  - Diecéze Baguio
  - Diecéze Bangued
  - Diecéze Laoag
- Arcidiecéze Ozamis (Misamis Occidental)
  - Diecéze Dipolog
  - Diecéze Iligan
  - Diecéze Pagadian
  - Územní prelatura Marawi
- Arcidiecéze Palo (Leyte)
  - Diecéze Borongan
  - Diecéze Calbayog
  - Diecéze Catarman
  - Diecéze Naval
- Arcidiecéze San Fernando (Pampanga)
  - Diecéze Balanga
  - Diecéze Iba
  - Diecéze Tarlac
- Arcidiecéze Tuguegarao (Cagayan)
  - Diecéze Ilagan
  - Diecéze Bayombong
  - Územní prelatura Batanes
- Arcidiecéze Zamboanga (Zamboanga del Sur)
  - Diecéze Ipil
  - Územní prelatura Isabela

### Apoštolské vikariáty

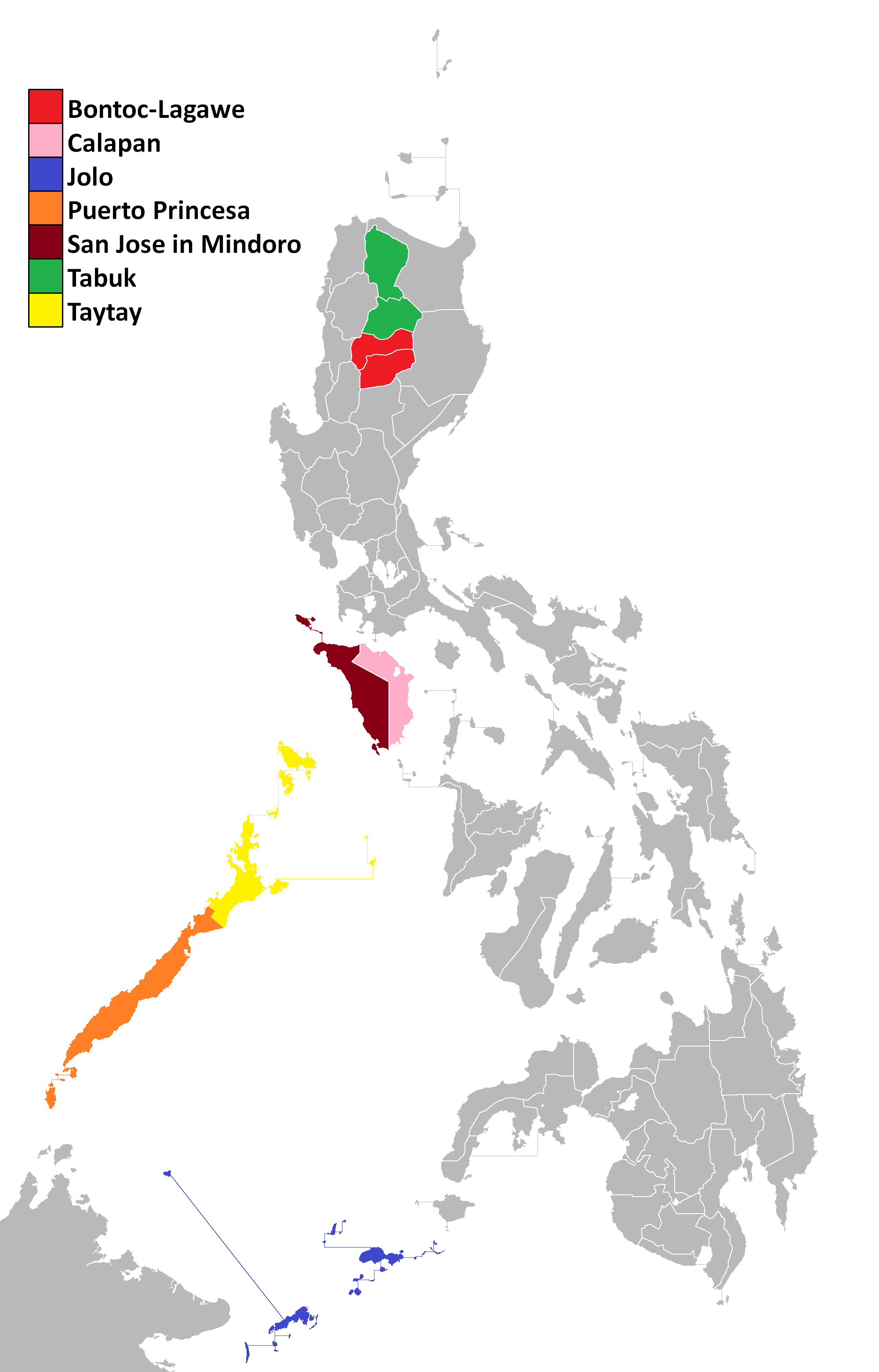
Apoštolské vikariáty na Filipínách

- Apoštolský vikariát Bontoc-Lagawe (Mountain Province, Ifugao)
- Apoštolský vikariát Calapan (Oriental Mindoro)
- Apoštolský vikariát Jolo (Sulu)
- Apoštolský vikariát Puerto Princesa (Palawan)
- Apoštolský vikariát San Jose in Mindoro (Occidental Mindoro)
- Apoštolský vikariát Tabuk (Kalinga and Apayao)
- Apoštolský vikariát Taytay (Palawan)

### Ordinariát
- Vojenský ordinariát Filipín